# Vecerniaia Zorea
Vecerniaia Zorea sau Amurgul este, în mitologia slavă, sora cea mai mică a Zeului-Soare Hors. Când carul solar al acestuia ajunge la Apus în fiecare seară, ea deshamă caii, îi hrănește, îi adapă, îi țesală și îi duce la culcare. 